# Flak

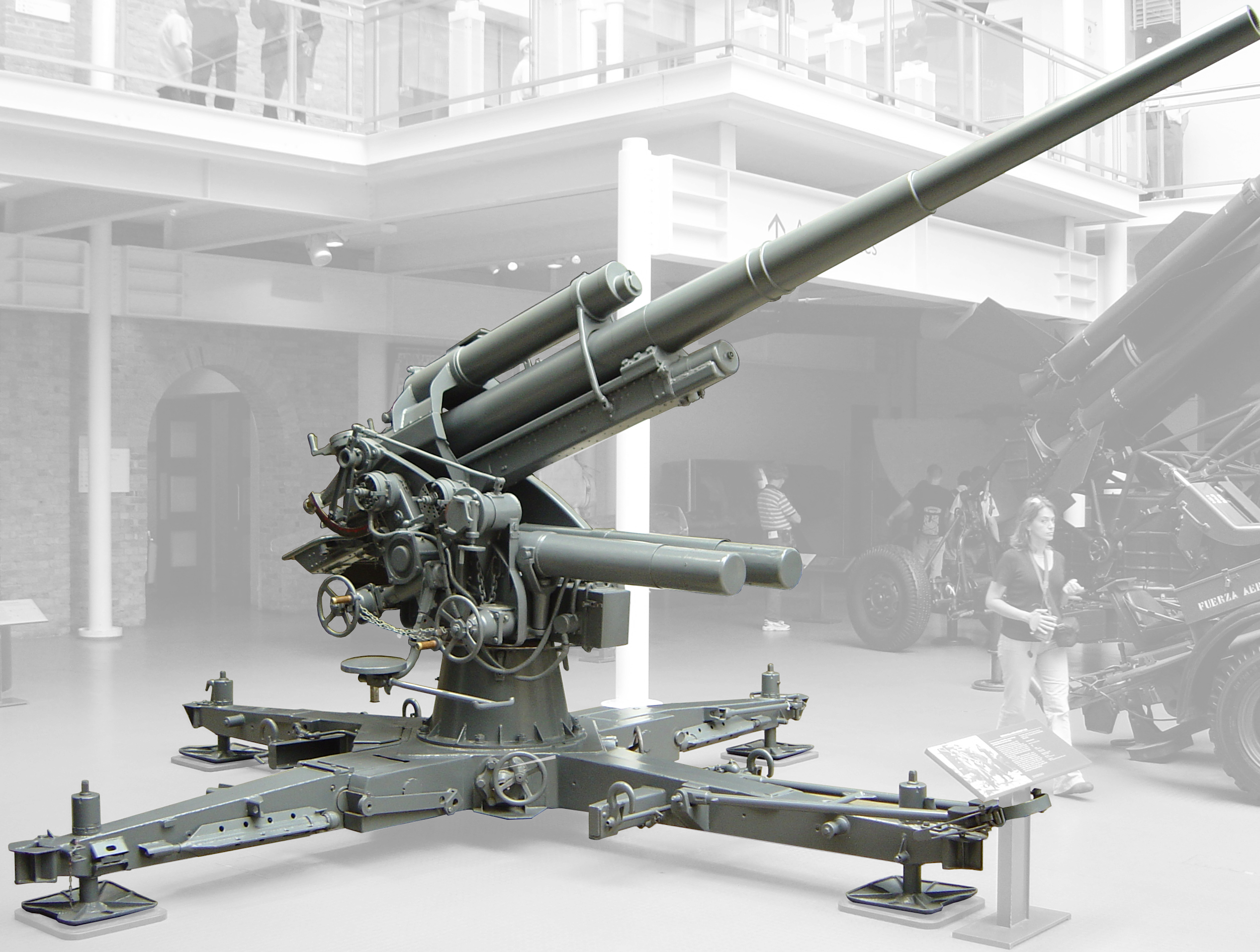
Flak 36

FlaK – w niemieckiej nomenklaturze wojskowej desygnata armaty przeciwlotniczej. Jest to skrót od słowa Flugabwehrkanone (również Fliegerabwehrkanone) czyli dosłownie działo obrony przeciwlotniczej.